# 11256 Fuglesang
11256 Fuglesang este un asteroid din centura principală de asteroizi.

## Descriere
11256 Fuglesang este un asteroid din centura principală de asteroizi. A fost descoperit pe 2 septembrie 1978 la Observatorul La Silla de Claes-Ingvar Lagerkvist. Asteroidul prezintă o orbită caracterizată de o semiaxă mare de 2,40 ua, o excentricitate de 0,18 și o înclinație de 1,2° în raport cu ecliptica.